# Telipna bimacula
Telipna bimacula är en fjärilsart som beskrevs av Carl Plötz 1890. Telipna bimacula ingår i släktet Telipna och familjen juvelvingar. Inga underarter finns listade i Catalogue of Life.